# Adriana Muñoz
Adriana Muñoz (ur. 16 marca 1982) – kubańska lekkoatletka specjalizująca się w biegach średnich.
W 2003 zdobyła dwa złote medale igrzysk panamerykańskich. Bez powodzenia startowała w biegu na 800 metrów podczas mistrzostw świata w Paryżu (2003). Piąta zawodniczka mistrzostw Ameryki Środkowej i Karaibów z 2005 w biegu na 800 metrów. Finalistka mistrzostw ibero-amerykańskich w biegach na 1500 i 3000 metrów (2010). W 2011 powtórzyła sukces z 2003 roku zdobywając dwa złota igrzysk panamerykańskich. Na mistrzostwach ibero-amerykańskich w 2012 zdobyła złoto na 1500 oraz brąz na 800 metrów. Medalistka kubańskich igrzysk narodowych.

## Rekordy życiowe
- bieg na 800 metrów – 2:00,10 (25 czerwca 2004, Hawana)
- bieg na 1000 metrów – 2:37,28 (23 września 2011, Hawana)
- bieg na 1500 metrów – 4:09,57 (7 sierpnia 2003, Santo Domingo) rekord Kuby
- bieg na 3000 metrów – 9:34,64 (6 czerwca 2010, San Fernando)